# 7475 Kaizuka
7475 Kaizuka este o planetă minoră (asteroid), cu un diametru de 4,177 km, din centura de asteroizi. A fost descoperită pe 28 octombrie 1992 la Kitami Observatory⁠(d) de Kin Endate și a fost numită după Sōhei Kaizuka⁠(d). 
Obiectul prezintă o orbită caracterizată de o semiaxă mare de 2,2836844 UAi, o excentricitate de 0,078641, o înclinație de 5,37163 ° în raport cu ecliptica.